# Goera curvispina
Goera curvispina är en nattsländeart som beskrevs av Martynov 1935. Goera curvispina ingår i släktet Goera och familjen grusrörsnattsländor. Inga underarter finns listade i Catalogue of Life.